# 奥拉夫·朔尔茨
奥拉夫·蕭茲（德語：Olaf Scholz，發音：[ˈoːlaf ˈʃɔlts] ⓘ；1958年6月14日—），德国政治人物、律師，曾任德意志聯邦共和國总理，為德國社會民主黨成員。2018年3月德国社会民主党与德国基督教民主联盟完成组阁谈判，蕭茲被任命為第四次梅克爾內閣中的聯邦副總理兼財政部長。2021年德國聯邦議院選舉後，得票率居首的德國社會民主黨與綠黨和自由民主黨展開組閣談判，歷時兩個多月最終順利達成聯合執政的協議，共組德國在二戰後第一個集結三黨的聯合政府，蕭茲並於同年12月8日獲國會投票推選為新任德國聯邦總理，正式接替主政長達16年的安格拉·梅克爾；同時為前總理路德維希·艾哈德之後，首位擔任過副總理的總理，亦為兩德統一後，首位以副總理身份當選德國總理的人。

## 生平

### 初入政界

#### 加入社会民主党，1975年–1989年

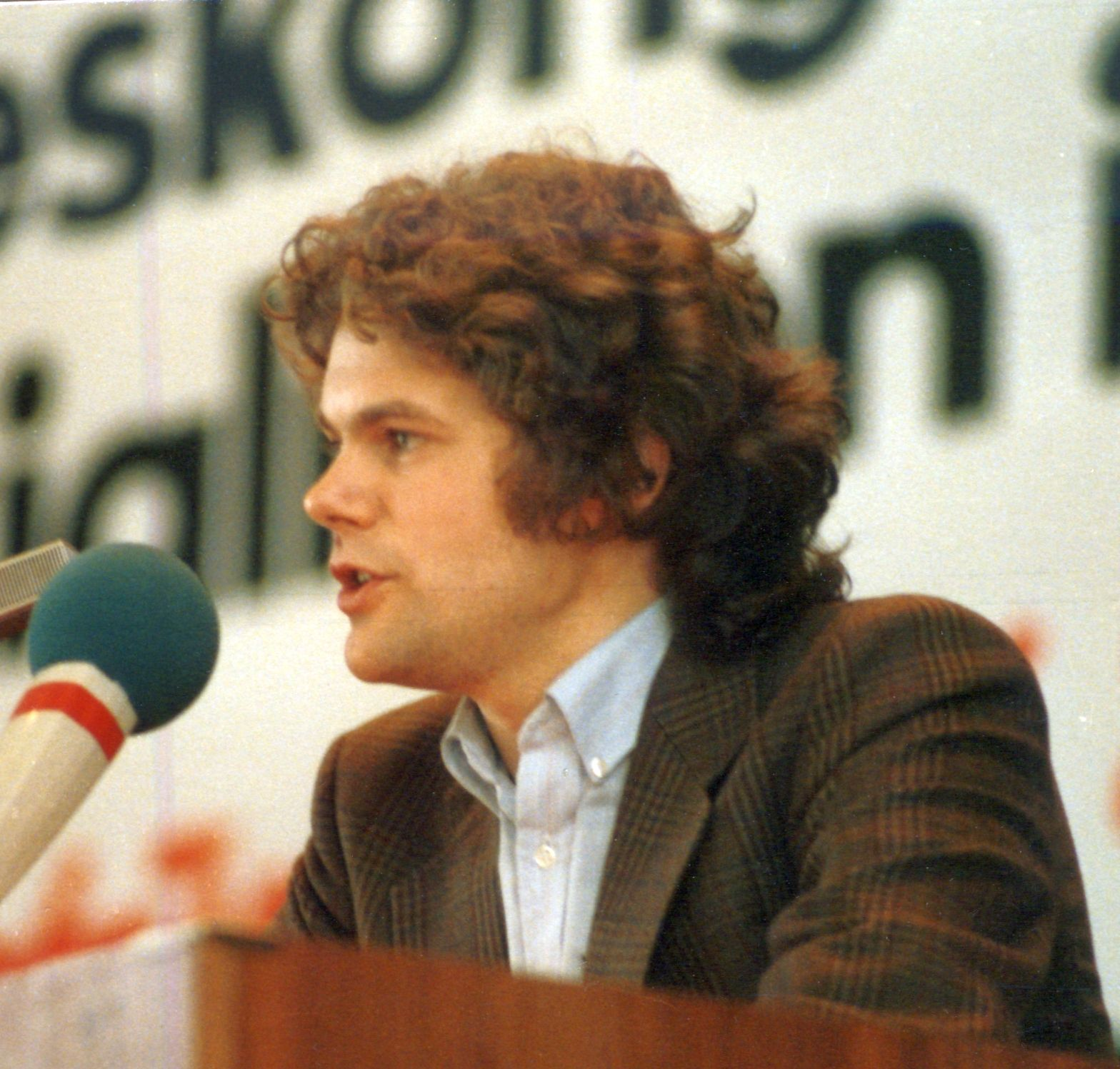
朔尔茨于1984年在「青年社会主义者组」的集会上

朔尔茨于1975年以学生身份加入社民党，并且加入了社民党的青年组织「青年社会主义者组」的青年组织。从1982年到1988年间，他是联邦青年社会主义者组的副主席。从1987年到1989间，他也是国际社会主义青年联盟的副主席。朔尔茨曾批评过北约是「侵略性的帝国主义同盟」，将西德比作是「欧洲大企业家们的堡垒」，他也同时抨击了社会自由主义者联盟，并将该联盟描述为"重权力斗争高于干实事"。1984年1月4日，朔尔茨和其他青年社会主义者组的领导人们在民主德国会见了德国统一社会党的中央委员会秘书埃贡·克伦茨和统一社会主义党中央委员会政治局委员赫伯特·哈伯。1987年，朔尔茨再次出访东德，并在维滕贝格的自由德国青年组织的和平集会上，作为青年社会主义者组的代理人站出来支持裁军协议。

#### 成为联邦议会议员，1998-2001年
作为国际社会主义青年联盟的前副主席，朔尔茨在1998年首次当选成为汉堡阿尔托那选举的联邦议院代表，当时他40岁。

#### 成为汉堡内政部长，2001年
2001年5月30日，朔尔茨接替辞职的汉堡内政部参议员 Hartmuth Wrocklage 成为内政部参议院，并成为当时由汉堡市长 Ortwin Runde 所领导的汉堡参议院。在他担任汉堡内政参议员的短暂时间里，他曾支持通过强制使用催吐剂来收集毒品使用者和交易商的证据。最终由于可能引发而来的健康问题，汉堡医学会反对了这项提议。2001年10月，社会民主党在2001年汉堡州的选举之中落败，由基民盟的Ole von Beust当选为第一市长后，他就辞去了汉堡内政部长一职。

#### 担任社民党总书记，2002年–2011年
朔尔茨在2002年的德国联邦选举中再次当选为联邦议院议员。2002年至2004年期间，朔尔茨还担任社民党总书记；当社民党领袖兼总理格哈特·施羅德在面对当时社民党的低支持率和党内逐渐不满的情绪之后，他辞去了领袖一职。
朔尔茨曾在2005年的调查德国签证事件一事的丑闻之中担任调查委员会中的社民党发言人。同年晚些时候的联邦选举之后，他担任了社民党联邦议院小组的第一议会秘书，并成为社民党的首席党鞭。在他任职期间与基民盟首席党鞭諾伯特·洛特根密切合作，在联邦议院捍卫由总理安格拉-默克尔领导的执政联盟。同时，他还曾是议会监督小组的成员，该小组负责对德国情报部门（BND、MAD和BfV）进行对议会监督。
2011年3月10日，朔尔茨在当选为汉堡市市长三天后，就辞去了联邦议院的职务。

### 在联邦与联邦州的政治生涯

#### 担任聯邦勞動及社會事務部部长，2007年–2009年
2007年，朔尔茨加入了默克尔内阁，并接替弗朗茨·明特费林担任勞動及社會事務部部长。
2009年德国联邦选举后，社民党和朔尔茨退出内阁，而朔尔茨当选为社民党副领袖，接替弗兰克-瓦尔特·施泰因迈尔。2009年至2011年期间，他还是社民党在阿富汗/巴基斯坦工作组的成员。 2010年，他参加了在西班牙锡切斯举行的比尔德伯格年会。

#### 担任汉堡市长，2011年–2018年

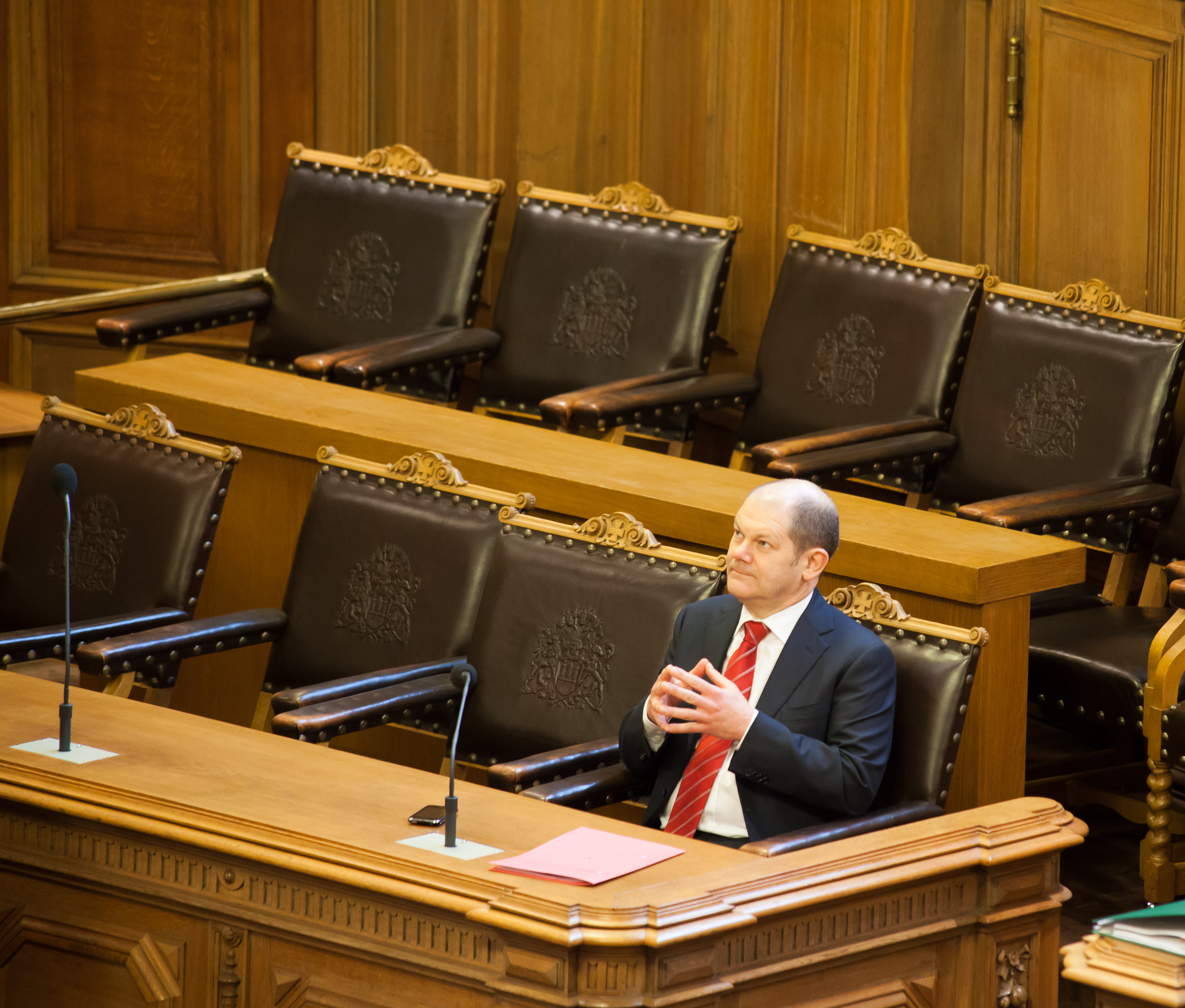
2011年3月，朔尔茨在当选汉堡市长后不久，在汉堡议会的政府议席上。

2011年，朔尔茨是社民党在汉堡州选举中的主要候选人，社民党以48.3%的得票率赢得了汉堡议会121个席位中的62个。 2011年3月11日，朔尔茨在正式当选为汉堡市市长的三天后辞去了联邦议院议员的一职；社民党人 Dorothee Stapelfeldt 被任命为汉堡副市長。
作为汉堡市长，朔尔茨在国际上代表汉堡与德国。2011年6月7日，朔尔茨出席了由美国总统奥巴马在白宫为默克尔总理举办的国宴。作为汉堡为该市公民和商业领袖举办年度圣马蒂亚斯日宴会并担任宴会的主持人，他还邀请了几名外国政要来到该市，如法国总理让-马克·埃罗（2013年）、英国首相大卫·卡梅伦（2016年）和加拿大总理贾斯汀·特鲁多（2017年）。 从2015年到2018年之间，他还担任了《法德合作条约》下的德意志联邦共和国文化事务专员。

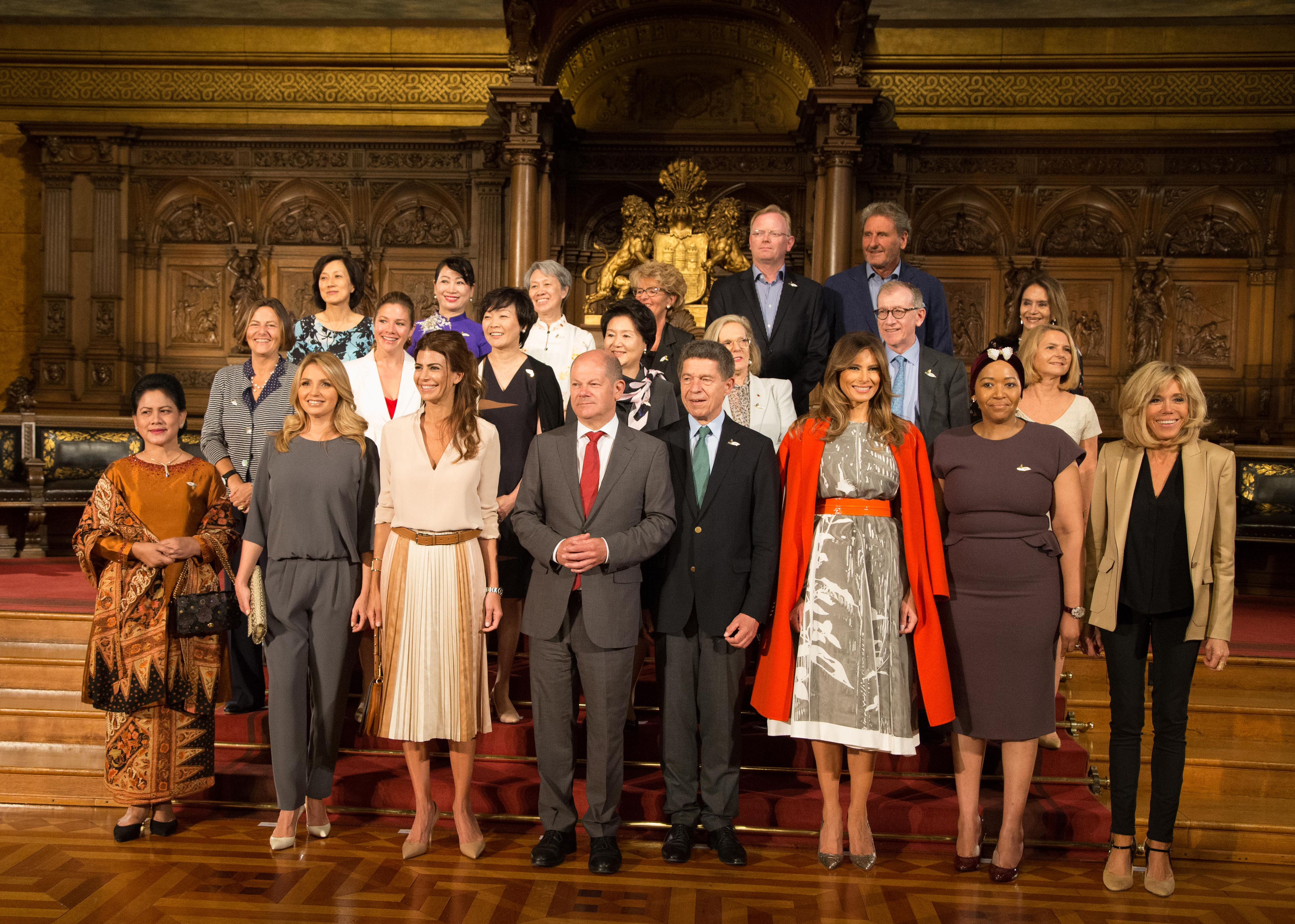
朔尔茨与其他国家元首和政府首脑配偶在汉堡举行的20国集团会议上，2017年

2013年，朔尔茨反对了一项旨在回购汉堡市几十年前卖给 Vattenfall Europe AG 和 E.ON 的能源网络的倡议；他认为这将回购将使该市的财政负担过重，当时该市的债务已超过200亿欧元。
朔尔茨被要求参与基民盟、基社盟和社民党之间的会议，以便在2013年联邦选举之后组建联合政府。 在随后会议上的谈判中，他带领社民党代表团参加了金融政策工作组；当时的联邦财政部长是沃尔夫冈·朔伊布勒。据媒体报道，朔尔茨与同为社会民主党的Jörg Asmussen和Thomas Oppermann一起，在当时有可能接替当时肖布勒的财政部长一职；虽然后来朔伊布勒依旧还是财政部长，但组建联合政府的谈判最终获得成功。
在2014年底编制的一份文件中，朔尔茨和朔伊布勒提议将所谓的所得税和公司税的团结附加费（Solidaritätszuschlag）的收入转用于补贴联邦各州的利息支付。
在朔尔茨的领导下，社会民主党赢得了2015年汉堡的联邦州选举，并获得了约47%的选票。他与绿党组成了联合政府，绿党领袖Katharina Fegebank担任副第一市长。

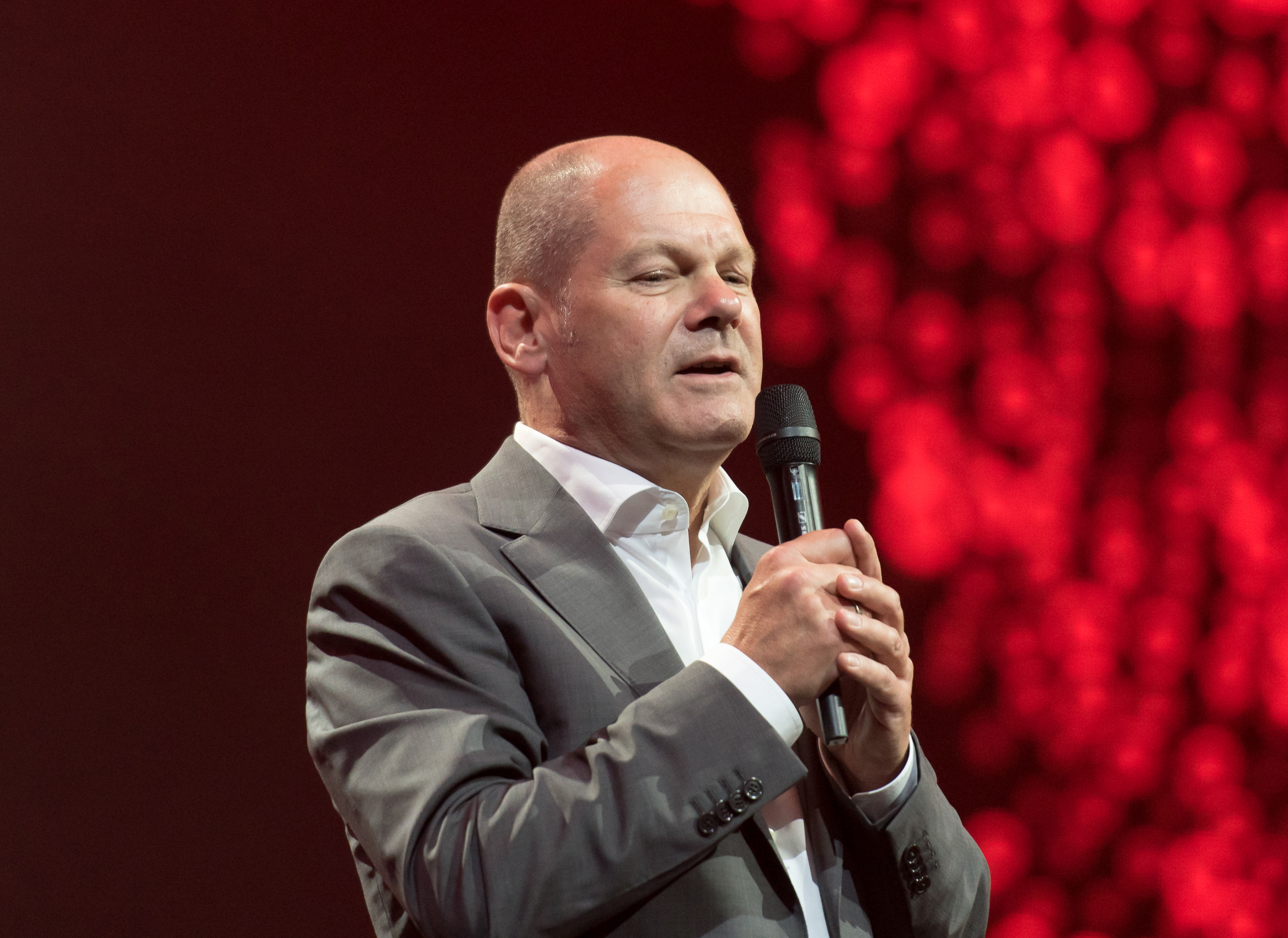
2017年朔爾茨在漢堡舉行的Global Citizen Festival上發表講話

2015年，朔尔茨为汉堡申办2024年夏季奥运会，预计预算为112亿欧元（126亿美元），与洛杉矶、巴黎、罗马和布达佩斯等竞选城市所竞争；但汉堡市民后来在公投中拒绝了该市参与申办，超过一半的人投票反对申办。 同年晚些时候，朔尔茨与石勒苏益格-荷尔斯泰因州的部长主席Torsten Albig of Schleswig-Holstein一起，与欧盟委员会谈判达成了一项债务重组的协议，使德国地区贷款机构HSH Nordbank能够将62亿欧元的问题资产（不良贷款）转移给其政府大股东，避免了倒闭的命运，此举挽救了大约2500个工作岗位。
2017年，朔尔茨因其对汉堡G20峰会期间发生的骚乱的处理而受到批评。
朔尔茨在2021年11月和12月之时再次受到批评，因为他在担任汉堡市长时处理 M.M.Warburg & Co.公司的 CumEx 税务欺诈案的一些细节被曝光。

### 在中央政府的政治生涯

#### 担任德国副总理兼财政部长，2018年–2021年
2021年，奥拉夫·舒尔茨在担任总理前一天，他被公开在担任安格拉·默克尔时期的副总理兼财政部长期间，向埃及与新加坡达成价值近50亿欧元的军舰和防御导弹的交易。左翼党的外交政策专家塞维姆·达格德伦（Sevim Dagdelen）在推特上抨击他的行为像“一个真正的骗子”。

#### 成為德国總理，2021年—2025年

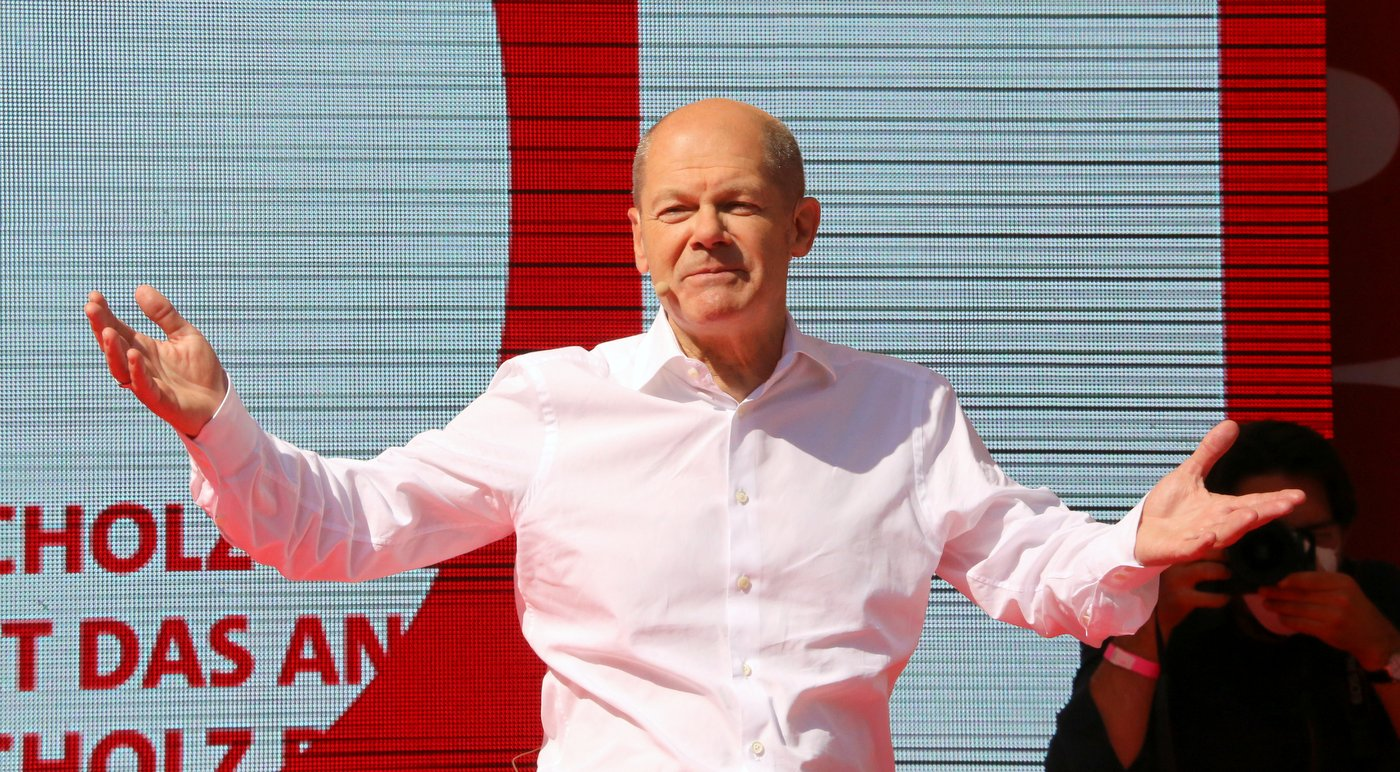
竞选活动中的朔尔茨

2020年8月10日，社民党提名朔尔茨为该党在2021年联邦选举中的德国总理候选人，朔尔茨属于社民党的中间派，他的提名被《时代周报》视为标志着社会民主党之左派的衰落。朔尔茨领导社民党在选举中以微弱优势获胜，赢得了25.8%的选票和联邦议院的206个席位。这次胜利后，他被广泛认为是最有可能成为德国的下一任总理，并与绿党和自由民主党组成联合政府。11月24日，社民党、绿党和联邦民主党达成了联合协议，由朔尔茨担任德国新总理，新政府被民眾以三黨的代表顏色稱為「紅綠燈聯盟」（Ampelkoalition）。
2022年5月8日，朔尔茨在欧洲结束二战纪念日发言表示德国曾犯下反人类罪行，誓言德国永远不会再进行战争，亦不会让种族灭绝再次發生。
2024年11月8日，德國聯合政府在討論2025年財政預算案時，三黨意見產生分歧，社民黨及綠黨均贊成暫時解除債務限制以應付未來聯邦政府的支出，然而自民黨並不同意。在談判破裂之下，朔尔茨宣佈解除自民黨籍財政部部長克里斯蒂安·林德納的職務，引發自民黨集體退出聯合政府，「紅綠燈聯盟」解體。其後他在12月16日發起國會對自己的建設性不信任投票，未能通過，原定於2025年9月28日舉行的大選提前至該年2月23日舉行。
2025年德國聯邦議院選舉，社民黨淪為第三大黨，創下了自1887年德意志帝國時期聯邦選舉以來的最差記錄。朔尔茨承認落敗，但表示不會以社民黨黨魁身份參與談判，他個人也不會參與新一屆聯合政府。拉尔斯·克林拜尔將代替朔尔茨領導社民黨商討新一屆政府組建事宜。
2025年3月18日，因應俄羅斯入侵烏克蘭的情勢發展，朔尔茨與聯盟黨侯任總理弗里德里希·梅爾茨合作，二人斡旋於德國聯邦議院換屆前進行修訂德意志聯邦共和國基本法的提案，結果在德國基督教民主聯盟、德國社會民主黨、聯盟90/綠黨合作下成功以513票贊成、207票反對、0票棄權通過修訂基本法的「債務煞車」規定。修訂案允許聯邦政府通過債務融資設立總額5,000億歐元的特別基金，其中1,000億歐元將注入現有的氣候與轉型基金，而其餘用於交通、電網等基礎設施建設；而未來當國防等安全支出超過一定數額時，將不再計入債務限制。
2025年5月6日，随着弗里德里希·默茨在联邦议院的第二轮投票中当选总理，朔尔茨四年的总理任期宣告终结。

## 政治立場
蕭茲被認為是社民黨中的溫和派。由於他的說話風格被人認為比較乏味，被媒體稱為「機器人蕭茲」（德語：Scholzomat）。

### 環保與氣候議題
蕭茲主張擴大投資可再生能源以取代化石燃料。2021年5月，蕭茲主張建立一個關於氣候的國際組織，並且討論出全球各國對於減碳的最低目標。
在聯合政府的白皮書中，以蕭茲為首的新聯合政府同意要在2030年以前，完全禁止燃煤發電。這比德國原先的計劃提前8年。除此之外，德國計劃在2040年前完全禁止天然氣發電。同時新政府也將配合歐洲理事會的決議，在2035年完全禁止內燃機汽車的銷售。

### 強制疫苗令
在2021的國會選舉期間，蕭茲曾提案要推出全國的強制新冠肺炎疫苗接種令。2022年1月，在一場聯邦議會的演講中，蕭茲再次重申他對成人強制疫苗接種令的支持，並表示新冠肺炎不會神奇地消失。他表示，如果沒有強制接種令，德國將無法進入後疫情時代。

### 與美國的關係
蕭茲將美國稱作「歐洲最親密與最重要的夥伴」。
2019年12月，蕭茲批評美國對北溪二號的制裁，認為「此舉是對歐洲的內政與主權的嚴重干涉。」
就核武議題，蕭茲支持美軍在德國境內部署核子武器。
2022年1月，紐約時報報導美國和北約盟友在觀察德國對俄羅斯的態度上表達憂心，認為德國無法在2021年－2022年俄乌危机中對俄羅斯表達強硬態度。蕭茲的政府原本拒絕向烏克蘭提供武器。然而，在俄羅斯入侵烏克蘭後，蕭茲改變政策並向烏克蘭提供反坦克武器和刺針導彈。

### 與中华人民共和国的關係
2022年11月4日，朔尔茨应中华人民共和国国务院总理李克强邀请，对中国进行正式访问，成为至2019冠状病毒病疫情以来首位访华的七国集团成员国领导人。朔尔茨表明反对与中国“脱钩”，并在访华期间与刚刚在中共二十大后再次连任的中共中央总书记习近平会面。
2024年4月14日至16日，应中国国务院总理李强邀请，朔尔茨携同环境、农业、交通3名内阁部长及包括多个企业高管的经济代表团访问中国。14日参观了重庆市，15日到上海市并在同济大学发表演讲，16日上午于北京钓鱼台国宾馆会见国家主席习近平。

### 軼事
因俄羅斯入侵烏克蘭期間，德國政府對於援助烏克蘭的拖延和態度，“蕭茲”（Scholzing）已成為網路上的新流行用語，源自於現任德國總理的名字，用來形容人不斷做出承諾，但卻遲遲不兌現或根本不會兌現。

## 個人生活
奥拉夫·朔尔茨的妻子是德国社会民主党政治人物布丽塔·恩斯特。
2023年9月2日，朔尔茨在慢跑时跌倒，导致面部受伤。9月4日，朔尔茨戴着眼罩出席活动。